# Louis-Joseph Lebret
Louis-Joseph Lebret, O.P. (Le Minihic-sur-Rance, Bretanha, 1897 – Paris, 20 de julho de 1966), conhecido no Brasil como Padre Lebret,  foi um economista e religioso católico dominicano francês, criador do centro de pesquisas e ação econômica "Economia e Humanismo", em 1942, e de um grande número de associações para o desenvolvimento social, em vários países do mundo, dentre os quais o IRFED - Institut International de Recherche et de Formation, Éducation et Développement, atual Centre International Développement et Civilisations- Lebret-Irfed, em Paris. 
Foi um dos introdutores da preocupação com o desenvolvimento global dentro da Igreja Católica, entendido como desenvolvimento da pessoa e dos grupos sociais. Chamou a atenção da Igreja e do mundo ocidental para as questões do subdesenvolvimento e da necessidade de solidariedade com os países pobres. Atuou sobretudo no Líbano, Senegal, Benin, Costa do Marfim,  Brasil, Colômbia e Venezuela e Vietnam do Sul. Com François Perroux, com quem colaborou, foi pioneiro de uma nova abordagem do planejamento territorial, relacionando as questões do meio físico-geográfico aos problemas do desenvolvimento.  
Participou da redação de documentos conciliares  como o  Gaudium et Spes , e foi o inspirador da encíclica Populorum Progressio (1967), durante o pontificado de Paulo VI. 

## Biografia
Nascido em uma família de forte tradição naval, descendente de Jacques Cartier, Louis-Joseph Lebret estudou na Escola Naval, formou-se oficial de marinha e participou da Primeira Guerra Mundial, nas esquadras do Líbano. Deixou a marinha em 1923 para se tornar Dominicano, sendo ordenado ao sacerdócio em 1928.
Em seu último ano de teologia teve problemas de saúde e foi enviado para a costa da Bretanha a fim de se recuperar. Ao observar que os pescadores se afastavam das tradições cristãs, por conta de suas precárias condições de trabalho, decidiu aí a sua futura orientação.
Entre 1932 e 1939, fundou o Movimento de Saint Malo e o periódico "La Voix du marin" ("A voz do marinheiro"), visando alertar a opinião pública francesa sobre as condições de vida dos pescadores bretões, valorizar o laicato e construir o "apostolado do mar". Estudou as raízes do problema e descobriu que as grandes empresas pesqueiras eram favorecidas com as melhores áreas de pesca. Propôs, então, uma série de leis que reformaram o setor. Esses seus dez anos de trabalho durante a Grande Depressão lhe proporcionaram um profundo  entendimento sobre os males estruturais da economia contemporânea, além de lhe possibilitar relacionar-se com importantes organizações multilaterais, tais como a OIT, a Sociedade das Nações, de modo que, mais tarde, ele viesse a se tornar consultor da ONU. 
Em 1942, após romper com a República de Vichy, tentando ainda entender os complexos problemas sociais, lançou o Movimento Economia e Humanismo, de onde aprofundou os estudos da Economia Humana, ajudando na formação de pesquisadores e técnicos capazes de entender e planejar reformas necessárias para melhorarem as condições dos trabalhadores de seu tempo. 
Em 1947, visitou o Brasil pela primeira vez, através do intermédio do Frei Romeu Dale e do professor Ciro Berlynk, diretor da Escola de Sociologia e Política de São Paulo (ELSP), onde ministrou uma disciplina sobre a "Economia Social" no curso em nível de pós-graduação em Ciências Sociais. . Foi convidado para realizar uma série de três palestras na Universidade de São Paulo (USP) onde tratou da "Economia Humana". O choque que teve ao visitar o Brasil, lhe aproximando dos problemas do terceiro mundo foi tão importante quanto a vivência com os pescadores da Bretanha e a partir daí faria palestras em vários países da África, da América Latina e também no Vietnã para explicar as razões mais profundas do subdesenvolvimento.
A disciplina ministrada na ELSP, durante o primeiro semestre de 1947, também lhe aproximou de jovens jucistas, entre eles Franco Montoro, que mais tarde fundariam a Vanguarda Democrática, movimento ligado à Democracia Cristã em São Paulo. Tais jovens se engajaram na política institucional e alcançaram importantes postos políticos nas décadas de 1950 e 1960. Uma das propostas da Democracia Cristã era a descentralização política e Lebret foi convidado para assessorar a realização de pesquisas tanto no município quanto no estado de São Paulo, além de outras regiões da América Latina. Ainda em 1947 fundou em São Paulo a Sociedade para a Análise Gráfica e Mecanográfica Aplicada aos Complexos Sociais (SAGMACS) que atuou no Brasil entre 1947 e 1964 atuando no planejamento urbano, especificamente com pesquisas e formação de quadros técnicos para atuarem no desenvolvimento. Através de suas relações políticas a SAGMACS foi convidada para realizar uma série de estudos, entre eles, em 1952 uma pesquisa sobre as possibilidaes de desenvolvimento do Estado de São Paulo, em 1953 pesquisa sobre o nível de vida rural no Paraná, em 1954 pesquisa sobre os níveis de vida de 64 municípios da bacia Paraná-Uruguai com ênfase na situação das populações rurais, entre 1952 e 1955 pesquisa sobre o desenvolvimento de Pernambuco e do Nordeste e em 1956 pesquisa sobre desenvolvimento urbano de São Paulo, que propunha um modelo de distribuição urbana apoiada em células com infra-estrutura autossuficiente.
Em 1958, o Padre Lebret fundou o Institut international de recherche et de formation éducation et développement (IRFED). A criação do IRFED, por Lebret, assim como a criação do Iram - Institut International de Recherches et d'Actions sur la Misère du Monde, atual Institut de Recherches et d'Applications des Méthodes de développement  -, em 1957, pelo abade Pierre, no Marrocos, praticamente coincide com a fundação, em 1957,  da ASCOFAM - Associação Mundial da Luta contra a Fome -, por Josué de Castro. De fato, o IRFED e o IRAM eram filiados à ASCOFAM e pautavam seu trabalho por um plano comum. 
O Padre Lebret representou a Santa Sé em diversas conferências da Organização das Nações Unidas (ONU). Em 1960, recebeu o título de doutor honoris causa da Universidade de São Paulo .
Em 1964, foi nomeado como perito conciliar do Concílio Vaticano II pelo Papa Paulo VI, tendo colaborado na redação da constituição pastoral Gaudium et Spes.
Contribuiu com a elaboração da Encíclica "Populorum Progressio" do Papa Paulo VI .

## Obras de Louis-Joseph Lebret
(em francês)
- Desroche (Henri) et Lebret (L.-J.), La communauté Boimondau, L'Arbresle, Économie et Humanisme, 1944.
- Lebret (L.-J.), Dimensions de la charité, Paris, Éditions ouvrières, 1958.
- Lebret (L.-J.), Dynamique concrète du développement, Paris, Éditions ouvrières, 1967.
- Lebret (L.-J.) Suicide ou survie de l’Occident ?, Paris, Économie et Humanisme et Éditions ouvrières, 1968.
- LEBRET, Louis-Joseh. Estudo sobre desenvolvimento e implantação de indústrias, interessando a Pernambuco e ao Nordeste.3.ed.Ver. Recife, CONDEPE, 2001,118p.

## Entidades ligadas ao pensamento de Louis-Joseph Lebret
- Bretagne Espérance et Solidarité, Saint Gilles du Mené, Côtes d’Armor, France.
- Développement et Civilisations Lebret – IRFED, Paris, France, et Genève, Suisse.
- IRFED Europe, Paris, France.
- Économie et Humanisme, Lyon, France.
- Institut libanais pour le développement économique et social (ILDES), Beyrouth, Liban.
- Centre universitaire « Economía y Humanismo » Luis José Lebret O.P., Université Santo Tomàs, Bogota, Colombie.
- Centre L.-J. Lebret, Dakar, Sénégal.
- Les Amis du père Lebret, Paris, France.
- Institut de recherches et d'applications des méthodes de développement (IRAM)]
- Habitat, santé, développement (HSD, Montreuil-sous-Bois, France)
- Centre international pour l'éducation permanente et l'aménagement concerté (CIEPAC, Caltelnau-le-Lez, Hérault, France)